# Gui Lin
Gui Lin (Nanning, 1 de outubro de 1993) é uma ex-mesa-tenista sino-brasileira. Nascida na China, migrou para o Brasil com 12 anos de idade. Em 2012, obteve a cidadania brasileira. Em 2019, abandonou o tênis de mesa profissional e retornou ao seu país natal por problemas pessoais.

## Carreira
Alguns de seus melhores resultados foram a 1ª colocação em duplas no Aberto Jovem de Veneza (2011) e a 3ª colocação no Aberto Jovem de Veneza e no Aberto Jovem do Rio (2011). Foi escolhida pela Confederação Brasileira de Tênis de Mesa (CBTM) para integrar a Seleção Brasileira que disputou os Jogos Olímpicos de Londres, em 2012. Foi considerada a terceira melhor brasileira no ranking mundial à época dos Jogos, além de ser considerada pela CBTM como uma das principais apostas de medalha no esporte nas Olimpíadas de 2016, no Rio de Janeiro. Foi treinada por Hugo Hoyama.
Em 2012, a atleta teve um relacionamento com o jogador de futebol do Corinthians, Chen Zhizhao.

### Toronto 2015
Nos Jogos Pan-Americanos de 2015 integrou a Seleção Feminina de Tênis de Mesa, juntamente com Luca Kumahara e Ligia Silva, conquistando a medalha de prata, ao serem derrotadas pela seleção estadunidense.